# 田中優樹
田中 優樹（たなか ゆうき、1973年8月26日 - ）は、長崎県出身の俳優・舞台演出家・作家・プロデューサー。映像・舞台の制作会社である株式会社ユーキース・エンタテインメント代表取締役。
趣味は、ものまね・タップダンス・ゴルフ・テニス。特技は、野球・歌・サックス・空手。

## 人物・来歴
- 新宿ゴールデン街のBAR「GHETTO」のオーナーでもある。

## 出演

### テレビドラマ
- 俺たちルーキーコップ（1992年、TBS）
- 炎の絵〜平山郁夫スペシャルドラマ（1992年、テレビ朝日） - 主演 平山郁夫役
- 遥かなる八月の詩（1992年、GTV） - 主演
- 土曜ワイド劇場（テレビ朝日）
  - 「南紀殺人回流」（1993年）
  - 「街」（1997年）
  - 「特急白山六時間0六分」（1997年）
- リンクに燃えて（1993年、テレビ朝日）
- はぐれ刑事純情派
  - はぐれ刑事純情派VI「自己調査を頼んだ男・粗品がアリバイ!?」（1993年、テレビ朝日）
  - はぐれ刑事純情派X「からむ女・夫婦の決算！」（1997年、テレビ朝日）
- メタルヒーローシリーズ（テレビ朝日）
  - 特捜ロボ ジャンパーソン 第15話（1993年） - 荘伸鐵所の従業員・オサム役
  - ブルースワット（1994年） - 宇佐美星児（セイジ）役
- 娘からの宿題（1993年、CBC） - レギュラー
- はだかの刑事（1993年、日本テレビ）
- ラスト・フレンド（1993年、東海テレビ）
- 連続テレビ小説「走らんか!」 （1995年、NHK） - 桐山実役
- 夢暦長崎奉行（1996年、NHK）
- 世にも奇妙な物語「春の特別編」（1996年3月25日、フジテレビ）
- 刑事追う!（1996年、テレビ東京）
- 竜馬がゆく（1997年、TBS）
- 愛の劇場「WHO!?」（1997年、TBS）
- 電磁戦隊メガレンジャー（1997年、テレビ朝日） - 川崎省吾役
- Dの遺伝子（1997年、フジテレビ）
- 花王愛の劇場「39歳の秋」（1998年、TBS）
- 七曲署捜査一係'98（1998年、日本テレビ）
- きらきらひかる（1998年、フジテレビ）
- 学校の挑戦（1998年、ABC）
- 火曜サスペンス劇場（日本テレビ）
  - 「密告電話」（1998年）
  - 「花嫁の消えた森」（2000年）
  - 「導く声」
- 暴れん坊将軍（テレビ朝日）
  - 暴れん坊将軍IX 第32話「母なればこそ 椿の花は知っていた」（1999年） - 清次役
  - 暴れん坊将軍X 第3話「禁じられた恋文! 罪深き女の一途な愛」（2000年） - 村上伸之介
  - 暴れん坊将軍X II 第7話「疑惑の家督相続!吉宗と二世を誓った女」（2002年） - 清吉役
- はみだし刑事情熱系 第4シリーズ 第7話（2000年、テレビ朝日）
- 京都迷宮案内2（2000年、テレビ朝日）
- 八丁堀の七人 第2シリーズ 第3話（2001年、テレビ朝日）
- 山田風太郎 からくり事件帖-警視庁草紙より-（2001年、NHK）
- お父さんのロックンロール（2002年、フジテレビ）
- ナースのお仕事4（2002年、フジテレビ）
- 女と愛とミステリー
  - 「犬笛」（2002年、テレビ東京）
  - 「死蛍〜京女・真行寺メイ翔ぶ!」（2003年、テレビ東京）
  - 「真行寺メイ2絹の道殺人事件」（2005年、テレビ東京）
- 超星艦隊セイザーX（2005年、テレビ東京） - 安藤俊作役
- 水戸黄門 第38部 第20話「温泉芸者が結ぶ仲 -修善寺-」（2008年6月2日、TBS） - 圭吉役
- 浅見光彦シリーズ「長崎殺人事件」（2010年、フジテレビ）
- アーバンポリス（ABC）
- オクトー 〜感情捜査官 心野朱梨〜 Season2 第6話（2024年11月8日、読売テレビ・日本テレビ系） - 合宿施設管理人 役

他

### 映画
- ブルースワット キック・オフ! ニュー・ヒーロー（辻理監督） - 宇佐美星児（セイジ）役
- 800 TWO LAP RUNNERS（1994年、廣木隆一監督） - 斉藤俊一役
- 草の乱（神山征二郎監督） - 堀口幸助役（伝令使）
- 恋文日和（須賀大観監督）
- 湾岸バッド・ボーイ・ブルー（富岡忠文監督）
- 月光の夏（神山征二郎監督）
- きけ、わだつみの声 Last Friends（出目昌伸監督）
- NEVER GIVE UP（佐藤武光監督）
- あぶない刑事リターンズ（村川透監督） - ピザ配達員役
- ろくでなしBLUES'98（室賀厚監督） - 中田小兵二
- いのちの海（福原進監督）
- ゴジラ2000ミレニアム（大河原孝夫監督） - CCIスタッフB役[1]
- ラストシーン（中田秀夫監督）
- GUN CRAZY（室賀厚監督）
  - GUN CRAZY 裏切りの挽歌 - 五十嵐一平役
  - GUN CRAZY 叛逆者の狂詩曲
- 練鑑ブラザーズ ゲッタマネー(柏原寛司監督） - 主演
- Lost&Found（三宅伸行監督）
- Straight to heaven〜天国へまっしぐら〜(柏原寛司監督） - 主演
- 人生逆転ゲーム（室賀厚監督）
- BE WITH ME（山本俊輔監督）
- 6月6日（石井良和監督）
- 歌舞伎町はいすくーる（軽部進一監督）
- サブちゃん(柏原寛司監督）

他

### CM
- 吉野家の牛丼
- NTT DENPO
- アトランタオリンピック
- 住友銀行
- TAKARA「家族で遊ばナイト」
- TAKARA「人生ゲーム」
- 常盤薬品「眠眠打破」
- 三井住友銀行（ラジオCM）
- ジョージア ヨーロピアン（ラジオCM）
- おやいづ製茶（ラジオCM）
- 日本キャタピラー（ラジオCM）
- 新日本製薬「Wの健康青汁」
- Panasonicナノイー 花嫁の父編 （ラジオCM）

### VIDEO
- ツッパリハイスクール3・4 - 主演
- 厄災仔龍1・2 - 準主演
- 投稿写真白書2 - 主演
- ガン×プレス
- 真・恐怖体験2 - 主演
- 修羅伝説 極道の地獄
- 飼育

### 舞台
- 1990年4月「モーリス」シアターサンモール
- 1990年6月「魔法のランプ」銀座小劇場
- 1992年9月「灰とダイヤモンド'75」文芸座ル・ピリエ
- 1993年4月「ブルーモーメント」
- 1997年2月「真夜中の羊たち」CREW旗揚げ公演 シアターVアカサカ
- 1998年4月「新宿のありふれた夜」シアタートップス
- 1999年11月「虹の降る場所」IOH公演 下北沢駅前劇場
- 2000年6月「フォーティー・ラブ」IOH公演 下北沢OFFOFFシアター
- 2000年11月「雨のためいき」IOH公演 下北沢駅前劇場
- 2001年1月「二丁目のティンカーベル」現代制作舎公演 シアターサンモール
- 2001年4月「夏のしずく」CREW+IOH公演 下北沢駅前劇場
- 2001年7月「Los tres cuarts」リブレプロデュース3 新宿シアタートップス
- 2001年9月「きみ去りしのち」IOH公演 本多劇場
- 2001年10月「虹の降る場所」IOH地方公演
- 2002年3月「虹の降る場所」本多劇場
- 2002年5月「夏のしずく」CREW地方公演（長崎NIBホール）
- 2003年6月「Console」CREW公演 シアターVアカサカ
- 2003年11月「再起動ロッケンロー」ZASH公演 シアターVアカサカ
- 2004年6月「再起動ロッケンロー2」ZASH公演 銀座博品館劇場
- 2004年8月「真崎宗二 告別式」ZASH公演
- 2005年3月-5月「レストラン公演〜あの日の夕陽は確かに笑った」
- 2006年3月「毎日がエブリデー」リバーバラドックス公演 北沢タウンホール
- 2006年6月「きみ去りしのち」IOH最終公演 シアタートップス
- 2006年7月「センチメンタルヤスコ」コーンフレークス旗揚げ公演 東京芸術劇場小ホール2
- 2007年1月「空飛ぶジョンと萬次郎」コーンフレークスvol.2公演　東京芸術劇場小ホール2
- 2007年8月「三人姉妹」〜世界終末章 夢幻〜 新宿村ライブ
- 2008年5月『…from the moon light〜月からの贈り物〜』G&Gアクターズファクトリープロデュース ザムザ阿佐谷
- 2008年9月「Console」Gacha7プロデュース公演　新宿スペース107
- 2009年4月「いいだせなくて」カラフル企画　新宿スペース107
- 2009年10月「雨に咲く花…」G&Gアクターズファクトリープロデュース　ザムザ阿佐谷
- 2010年4月「そのときがきたら 〜映画監督山中貞雄の青春〜」カラフル企画　座・高円寺1
- 2010年5月「冬の星座」なぎプロ公演　ブディストホール
- 2011年4月 「めぐりあうとき」 カラフル企画 赤坂レッドシアター
- 2011年8月「アブニール夢見が丘〜壁一枚の物語」Base KOM
- 2011年10月「夏草〜夜明けを待ちながら〜」G&Gアクターズファクトリープロデュース、赤坂レッドシアター
- 2012年2月「アブニール夢見が丘〜壁一枚の物語」ゴールデン街劇場
- 2012年6月「風に呼び駆ける」荻窪かいホール
- 2012年9月「雨に咲く花2012」G&Gアクターズファクトリープロデュース　荻窪かいホール
- 2012年10月「ハローダーリン！」2人芝居　三日月座プロデュース　Base KOM・コレドシアター・名古屋・相模原公演
- 2013年8月「アブニール夢見が丘〜壁一枚の物語」東京・横浜・大阪・札幌・帯広・函館公演
- 2013年9月 「めぐりあうとき」 カラフル企画　笹塚ファクトリー
- 2013年11月「秋宵〜遠い日の宴〜」G&Gアクターズファクトリープロデュース　笹塚ファクトリー
- 2015年「谷中コメディーショー」（ゲスト出演）
- 2015年6月「たりない写真、歌えなかった唄のために」
- 2015年9月「一生の砂」（ゲスト出演）笹塚ファクトリー
- 2015年11月「吾木香〜ワレモコウ〜」G&Gアクターズファクトリープロデュース
- 2016年9月「秋宵〜遠い日の宴〜」G&Gアクターズファクトリープロデュース　SPECE雑遊
- 2017年12月「ミュージカル　バックホーム」シアターミラクル
- 2018年10月ユーキースショーケース　朗読劇　第二弾『家族のはなし』
- 2019年8月「新宿のありふれた夜」両国シアターΧ
- 2020年8月「レ・ミゼラブル」ジャベール役　両国シアターΧ
- 2021年6月「レ・ミゼラブル」ジャベール役　両国シアターΧ
- 2025年1月「アヴニール夢見が丘2025〜とあるアパートの面白い物語〜」赤坂RED/THEATER[2]

### その他
- 「ALIVE」PlayStation
- 「Gun CRAZY1.2」DVD(ナビゲーター)
- 「Gun CRAZY3」DVD(ナレーション)
- 「ガンサバイバー3」PlayStation 2
- 「SCAR-RED」ゲーム(声)
- 「SCAR-RED〜紅蓮炎色〜」CDドラマ(声)
- 「少年と星と自転車」映画ナレーション
- 「文科省関連PV」ナレーター
- 「冬の唄」五木ひろしPV
- 「五木ひろし50周年ドキュメント」ナレーション
- 「メットライフ生命」VP
- 「僕たちのふれあい介護」TV（BS11）ナレーション
- 「ふれあい介護日記」TV（BS朝日）ナレーション

## 脚本
- 「…from the Moon Light〜月からの贈り物〜」
- 「雨に咲く花〜忘れ去られる物たち〜」
- 「夏草〜夜明けを待ちながら〜」
- 「雨に咲く花2012」
- 「秋宵〜遠い日の宴〜」
- 「吾木香〜ワレモコウ〜」

## 脚色
- 「お日様色したイゴコチ」
- 「花、走る！」
- 「Console」

## 演出
- 「お日様色したイゴコチ」
- 「花、走る！」
- 「…from the Moon Light〜月からの贈り物〜」
- 「あの日の夕陽は確かに笑った」
- 「雨に咲く花〜忘れ去られる物たち〜」
- 「夏草〜夜明けを待ちながら〜」
- 「雨に咲く花2012」
- 「アブニール夢見が丘〜壁一枚の物語」
- 「鉄道員（ぽっぽや）」
- 「あの日の夕陽は確かに笑った2」
- 「カナリア」
- 「秋宵〜遠い日の宴〜」
- 「髪飾りのかたち」
- 「あしたのおもひで」
- 「吾木香〜ワレモコウ〜」
- 「1000万ドルの夜景」
- 「ミュージカル　バックホーム」
- ユーキースショーケース　朗読劇　第二弾『家族のはなし』『シネマシーズンドットコム（秋の夜長編）』『手紙』『デートの事情』
- 「マキシマムスピード」
- 朗読劇【下町小話】
- 「五色ロケットえんぴつ」
- 「少年陰陽師　現代編・遠の眠りのみな目覚め」
- 「ロマンス」
- 新版・舞台「獅子の如く～戦国湯舟評定～」
- 「F・+2」
- 「九識のスプリント 〜いざ、駆ける瞬間〜」
- 「斬舞踊～ZANBUYOU～」
- 「獅子の如く～戦国湯舟評定～厳冬の陣」

## プロデュース

### 映画（プロデュース）
- 「サブちゃん」
- 「ミナカミ」

### 舞台（プロデュース）
- 俳優ユニットCREW , Gacha7（全作品）
- G&Gアクターズファクトリー（全作品）
- ユーキース・エンタテインメントプロデュース作品（全作品）
- YKプロデュース（全作品）
- 東京ドラマステージ（全作品）
- 園田英樹演劇祭（第7回まで全作品）
- 芸人列伝シリーズ vol.1〜vol.5
  - 「贋作・トニー谷」
  - 「贋作・シミキン」
  - 「贋作・ミスワカナ」
  - 「贋作・一条さゆり」
  - 「贋作・圓朝」
  - 「贋作・太地喜和子」
- 「お日様色したイゴコチ」
- 「花走る！」
- 「あの日の夕陽は確かに笑った」
- 「アブニール夢見ヶ丘〜壁一枚の物語」
- 「鉄道員（ぽっぽや）」
- 舞台版「ロードス島戦記」
- ユーキース・ショーケース　舞台『激熱』
- ユーキースショーケース　朗読劇　第二弾『家族のはなし』『シネマシーズンドットコム（秋の夜長編）』『手紙』『デートの事情』
- Keys＆Edge Project　第肆壇「ユーキースショーケース」【金と心臓】【永遠のyouth】【どんだけやねん！？】【宿題の杜】
- Keys＆Edge Project第陸談　朗読劇【下町小話】
- Keys＆Edge Projectショーケース舞台『ミナカミ』
- Keys＆Edge Project舞台『どんだけやねん！？』
- 『OvObインプロライブ！！』
- ユーキースショーケース舞台『ロマンス』